# Martin Tajemniczy
Martin Tajemniczy (ang. Martin Mystery, fr. Martin Mystère, 2003–2006) – kanadyjsko-francuski serial animowany opowiadający o przygodach nastolatka Martina, jego siostry Diany i jaskiniowca Japy wspólnie rozwiązujących wiele niewyjaśnionych zagadek. Martin Tajemniczy emitowany jest na kanale MiniMax. Serial został wyprodukowany przez studio Marathon. 

## Fabuła
Martin Tajemniczy to serial pełen oślizgłych stworzeń, dreszczyku emocji oraz humoru. Jego bohaterami jest kompletnie niepasujące do siebie charakterem rodzeństwo: Martin i Diana.
Martin Tajemniczy to tryskający energią szesnastolatek, zainteresowany zjawiskami paranormalnymi, który często wpada w tarapaty. Diana Lombard jest jego przeciwieństwem. Jest rozważną studentką o anielskiej urodzie, która wprowadza odrobinę spokoju i rozsądku w życie brata.
Ich wspólna misja polega na śledzeniu najdziwniejszych zagadek i najbardziej niezwykłych stworzeń pozaziemskich. Działają oni na zlecenie owianego tajemnicą „Centrum” – biura zajmującego się zjawiskami paranormalnymi, którego szefową jest M.A.M.A. W misjach pomaga im Japa, potężny jaskiniowiec zagubiony w czasie.

## Bohaterowie
- Martin Tajemniczy – blondyn, przyrodni brat Diany Lombard. Jest prywatnym agentem, który razem z siostrą rozwiązuje zagadki zadane przez M.A.M.A. Jest okropnym bałaganiarzem, który miga się od wszelakich obowiązków. Nie cierpi się uczyć, przez co jest jednym z najgorszych uczniów w szkole. Uwielbia dogryzać swojej siostrze przy każdej nadarzającej się okazji.
- Diana Lombard – ma długie brązowe włosy, jest przyrodnią siostrą Martina. Jest bardzo zorganizowana i porządna, dlatego doprowadza ją do szału styl życia brata. Zawsze wpada w kłopoty. Uwielbia się uczyć, bardzo zależy jej na dobrych stopniach. Razem z Martinem pracuje dla M.A.M.A.
- Japa Jaskiniowiec – przyjaciel Martina i Diany, często razem z nimi rozwiązuje zagadki. Jest jaskiniowcem. Pracuje w szkole Diany i Martina. Ma wielką siłę, dlatego często pomaga rodzeństwu w sytuacjach, gdzie siła gra główną rolę.
- M.A.M.A. (Miss Alicja Mandel Alen) – pracuje w Agencji, która zajmuje się zjawiskami paranormalnymi. Przekazuje Dianie i Martinowi, jakie zadanie mają do wykonania. Chłodna i stanowcza, często zostaje wyprowadzona z równowagi zachowaniem Martina.
- Billy – małe zielone stworzenie latające swym pojazdem. Pracuje w Agencji. Często pomaga Martinowi i Dianie w analizach. Później pomagał im w akcjach, zastępując tym samym Japę.
- Jenni Anderson – przyjaciółka Diany, podkochuje się w niej Martin, lecz bez wzajemności. Zna szkolne wieści.

## Wersja polska
Opracowanie wersji polskiej: na zlecenie MiniMaxa (odc. 1–40) / ZigZapa (odc. 41–66) – Start International Polska
Reżyseria:
- Paweł Galia (odc. 1–40),
- Elżbieta Kopocińska-Bednarek (odc. 41–66)

Dialogi polskie:
- Tomasz Robaczewski (odc. 1–4, 6–7, 9, 12, 15–16, 18–19, 30–31, 33, 40, 57, 59–61, 65–66),
- Anna Niedźwiecka (odc. 5, 8, 11, 14, 22–23, 47–48, 51, 53–56, 58, 62–64),
- Piotr Radziwiłowicz (odc. 10, 20, 24–29, 32, 34–39),
- Aleksandra Dobrowolska (odc. 13, 17, 21),
- Elwira Trzebiatowska (odc. 41–46, 49–50, 52)

Dźwięk i montaż:
- Janusz Tokarzewski (odc. 1–3, 6, 9, 12, 41–43, 46, 57–61, 63–66),
- Hanna Makowska (odc. 4–5, 7–8, 10–11, 13–14, 16–17, 20–23, 25–26, 29, 32, 35, 38–39, 44–45, 47–56, 62),
- Jerzy Wierciński (odc. 15, 18–19, 24, 27–28, 30–31, 33–34, 36–37, 40)

Kierownictwo produkcji:
- Paweł Araszkiewicz (odc. 1–40),
- Dorota Nyczek (odc. 41–66)

Udział wzięli:
- Jacek Kopczyński – Martin Tajemniczy
- Katarzyna Kwiatkowska – Diana Lombard
- Zbigniew Konopka – Japa Jaskiniowiec
- Cezary Kwieciński –
  - Billy,
  - dr Trevor Simbler (odc. 22),
  - Russell (odc. 37),
  - Lester (odc. 42)
- Elżbieta Jędrzejewska – M.A.M.A.
- Dorota Lanton –
  - Jenni Anderson (odc. 1–40),
  - Marsha (odc. 5),
  - Lian (odc. 8),
  - Zowie Quinn (odc. 12),
  - klientka (odc. 13),
  - Susan Bridget (odc. 14),
  - Kerry Campbell (odc. 19),
  - Nancy (odc. 21),
  - uczennica (odc. 23),
  - Olivia (odc. 33)
- Krystyna Kozanecka –
  - Jenni Anderson (odc. 41–66),
  - Emma (odc. 50)
- Paweł Galia –
  - ojciec Hayley (odc. 1),
  - pan Wilson (odc. 7),
  - mężczyzna z psem (odc. 17),
  - pracownik lunaparku (odc. 30),
  - nauczyciel (odc. 35),
  - nauczyciel tańca (odc. 38)
- Ewa Serwa –
  - dziewczyna ze szkoły (odc. 1),
  - mieszkanka wyspy (odc. 3),
  - Christie Johnson (odc. 4),
  - plażowiczka (odc. 6),
  - Prindella Griswalda Dorey (odc. 12),
  - Heidi Sheiler (odc. 16),
  - kobieta ogłaszająca alarm (odc. 17),
  - Stella Odett (odc. 20),
  - stewardesa (odc. 25),
  - kobieta z wózkiem (odc. 29),
  - dżin (odc. 31),
  - kobieta na wózku (odc. 37)
- Monika Wierzbicka –
  - matka chłopca (odc. 1),
  - Sadie (odc. 2),
  - Syrena (odc. 9)
- Kajetan Lewandowski – jeden z chłopców (odc. 1)
- Grzegorz Drojewski –
  - jeden z chłopców (odc. 1),
  - Tonio (odc. 2, 12),
  - mężczyzna z psem (odc. 4),
  - indiański chłopak (odc. 4),
  - Hunter Barrington (odc. 5),
  - Stefan (odc. 6),
  - Wilbur (odc. 7),
  - uczeń (odc. 23),
  - Damian (odc. 42)
- Przemysław Nikiel –
  - Bagniak (odc. 1, 38),
  - ojciec Sadie (odc. 2),
  - pan Apelbi (odc. 5),
  - Dziadek Piaskowy (odc. 8),
  - Sven (odc. 9),
  - Chuck (odc. 27),
  - agent „Centrum” (odc. 34),
  - Vargos (odc. 42),
  - prowadzący przedstawienie (odc. 43)
- Jerzy Molga –
  - pracownik platformy wiertniczej (odc. 3),
  - architekt (odc. 4),
  - dyrektor szkoły (odc. 9),
  - Rolf (odc. 9),
  - dyrektor szkoły dla dziewcząt (odc. 12)
- Dariusz Błażejewski –
  - Clark (odc. 3),
  - ojciec Wilbura (odc. 7),
  - dr Marcus Hanlon (odc. 8),
  - Olaf (odc. 9),
  - mężczyzna (odc. 18),
  - nauczyciel biologii (odc. 19),
  - książę Brunelli (odc. 31)
- Marek Obertyn – szaman (odc. 3)
- Jan Kulczycki –
  - kierownik budowy (odc. 4),
  - policjant (odc. 7),
  - Fryderyk Sheiler (odc. 16)
- Katarzyna Skolimowska –
  - pani Apelbi (odc. 5),
  - pani Wilson (odc. 7),
  - pani Lok (odc. 15),
  - kosmitka (odc. 18)
- Cezary Nowak –
  - pracownik kolei (odc. 5),
  - Christopher (odc. 8),
  - Clifford (odc. 10),
  - posterunkowy Angus (odc. 11),
  - policjant (odc. 19),
  - dr Miles (odc. 20),
  - Al – dozorca laboratorium (odc. 22),
  - pracownik przy budowie zapory (odc. 25),
  - pracownik baru (odc. 29)
- Adam Bauman –
  - Joe Grinn (odc. 5),
  - obcy (odc. 22),
  - kustosz muzeum (odc. 31),
  - Rogue (odc. 33),
  - strażnik (odc. 40),
  - Gerard Tajemniczy – tata Martina i Diany (odc. 48, 58),
  - Evan Prince (odc. 57)
- Krzysztof Szczerbiński –
  - Lance (odc. 6),
  - Marvin (odc. 20, 25, 35, 37),
  - Mike (odc. 30),
  - Bissly (odc. 33),
  - pakowacz #2 (odc. 43),
  - Shane (odc. 45),
  - Luke (odc. 47),
  - konduktor (odc. 48),
  - listonosz (odc. 49),
  - Kevin (odc. 50),
  - członek Bractwa Kości #1 (odc. 53)
- Tomasz Marzecki –
  - mroczny druid (odc. 11),
  - duch Philusa Blackwatera (odc. 14),
  - dr Morris Mansi (odc. 22),
  - właściciel baru (odc. 36),
  - woźny (odc. 37)
- Jarosław Domin –
  - Paddy o’Brian (odc. 13),
  - pracownik więzienia (odc. 17)
- Andrzej Blumenfeld –
  - dr Grinn (odc. 15),
  - paleontolog (odc. 19),
  - zwiadowca #3 (odc. 27–28)
- Anna Sroka –
  - Sophie (odc. 18),
  - Michelle Dibua (odc. 18)
- Stanisław Brudny –
  - staruszek (odc. 19),
  - cesarz (odc. 19),
  - Jack (odc. 32)
- Andrzej Arciszewski – człowiek wskrzeszający cesarza (odc. 19)
- Brygida Turowska –
  - profesor Samson (odc. 23),
  - Hayley, siostra Damiana (odc. 42),
  - pielęgniarka (odc. 43),
  - Louise (odc. 47),
  - bibliotekarka (odc. 49, 56),
  - ciocia Martina i Diany (odc. 51),
  - Alex (odc. 54–55)
- Włodzimierz Bednarski –
  - Gerard Tajemniczy – tata Martina i Diany (odc. 24),
  - zwiadowca #2 (odc. 27–28)
- Paweł Szczesny –
  - drwal (odc. 24),
  - strażnik (odc. 27),
  - zwiadowca #1 (odc. 27–28),
  - Barak (odc. 55)
- Leszek Zduń –
  - Tonio (odc. 30–31),
  - Carl (odc. 30),
  - Jarod (odc. 43, 53, 63),
  - Greg (odc. 46),
  - pluszowy miś (odc. 50),
  - Max (odc. 62)
- Beata Łuczak –
  - Amanda Robinson (odc. 30),
  - dziewczyna (odc. 33)
- Joanna Węgrzynowska –
  - Simone (odc. 30),
  - Cloe (odc. 35),
  - Andrea (odc. 38)
- Dariusz Odija – pan Stock (odc. 32)
- Izabella Bukowska –
  - agentka „Centrum” (odc. 34),
  - Diatris (odc. 37)
- Mikołaj Müller – strażnik (odc. 39)
- Agnieszka Kunikowska –
  - Darla (odc. 41),
  - Trisha (odc. 45),
  - Betty (odc. 47),
  - Debbie Clark (odc. 50),
  - strażnik parku Patty Preston (odc. 52),
  - Venoza (odc. 59),
  - pani Bronson (odc. 62)
- Janusz Wituch –
  - pakowacz #1 (odc. 43),
  - dyrektor szkoły (odc. 44, 48, 62, 65),
  - Pablo (odc. 45),
  - członek Bractwa Kości #2 (odc. 53),
  - nauczyciel historii (odc. 63)
- Jarosław Boberek –
  - pan Black (odc. 44),
  - Chip (odc. 47),
  - duch (odc. 52),
  - członek Bractwa Kości #3 (odc. 53),
  - Dzyń Dzyń Jim (odc. 58),
  - Kapitan Blood (odc. 63),
  - Lug (odc. 64)
- Elżbieta Kopocińska-Bednarek –
  - nowa nauczycielka biologii (odc. 44),
  - nauczycielka plastyki (odc. 47),
  - właścicielka sklepu z instrumentami muzycznymi (odc. 61),
  - Rdzeń (odc. 66)
- Anna Apostolakis –
  - staruszka (odc. 45),
  - Kaitlin (odc. 54–56),
  - Octavia Paine (odc. 65–66)
- Beata Wyrąbkiewicz – Tyra (odc. 46)
- Tomasz Steciuk – Morkand (odc. 49)
- Jacek Bończyk – Marvin (odc. 64)
- Małgorzata Puzio

i inni

## Odcinki
| Premiera w Polsce | Premiera we Włoszech | Nr    | Polski tytuł                       | Angielski tytuł                  |
| ----------------- | -------------------- | ----- | ---------------------------------- | -------------------------------- |
|                   |                      |       |                                    |                                  |
| SERIA PIERWSZA    |                      |       |                                    |                                  |
|                   |                      |       |                                    |                                  |
| 7.2004            | 22.11.2004           | 01    | Potwór z bagna                     | It Came from the Bog             |
|                   |                      |       |                                    |                                  |
| 7.2004            | 15.11.2004           | 02    | Podniebny terror                   | Terror from the Sky              |
|                   |                      |       |                                    |                                  |
| 7.2004            | 23.11.2004           | 03    | Czarny duch                        | The Creeping Slime               |
|                   |                      |       |                                    |                                  |
| 2004              | 2004                 | 04    | Znak wilka                         | Mark of the Shapeshifter         |
|                   |                      |       |                                    |                                  |
| 2004              | 2004                 | 05    | Tajemnica zaginięć                 | Mystery of the Vanishing         |
|                   |                      |       |                                    |                                  |
| 2004              | 2004                 | 06    | Podwodna klątwa                    | Curse of the Deep                |
|                   |                      |       |                                    |                                  |
| 2004              | 2004                 | 07    | Terror z pudełka                   | It Came from Inside the Box      |
|                   |                      |       |                                    |                                  |
| 2004              | 2004                 | 08    | Atak piaskowego dziadka            | Attack of the Sandman            |
|                   |                      |       |                                    |                                  |
| 2004              | 2004                 | 09    | Krzyk z głębin                     | Shriek from Beyond               |
|                   |                      |       |                                    |                                  |
| 2004              | 2004                 | 10    | Wesołe święta                      | Eternal Christmas                |
|                   |                      |       |                                    |                                  |
| 2004              | 2004                 | 11    | Powrót mrocznego druida            | Return of the Dark Druid         |
|                   |                      |       |                                    |                                  |
| 2004              | 2004                 | 12    | Szkoła czarownic                   | Nightmare of the Coven           |
|                   |                      |       |                                    |                                  |
| 2004              | 2004                 | 13    | Klątwa naszyjnika                  | Curse of the Necklace            |
|                   |                      |       |                                    |                                  |
| 2004              | 2004                 | 14    | Duch w Blackwater                  | Haunting of the Blackwater       |
|                   |                      |       |                                    |                                  |
| 2004              | 2004                 | 15    | Tajemnica mrocznej krypty          | Mystery of the Hole Creature     |
|                   |                      |       |                                    |                                  |
| 2004              | 2004                 | 16    | Lodowy strach                      | Fright from the Ice              |
|                   |                      |       |                                    |                                  |
| 2004              | 2004                 | 17    | Podstępny pasożyt                  | Beast from Within                |
|                   |                      |       |                                    |                                  |
| 2004              | 2004                 | 18    | Zemsta Doppelgängera               | Revenge of the Doppleganger      |
|                   |                      |       |                                    |                                  |
| 2004              | 2004                 | 19    | Powrót bestii                      | The Return of the Beasts         |
|                   |                      |       |                                    |                                  |
| 2004              | 2004                 | 20    | Atak człowieka-ćmy                 | Attack of the Mothman            |
|                   |                      |       |                                    |                                  |
| 2004              | 2004                 | 21    | Koszmar obozowego lata             | Summer Camp Nightmare            |
|                   |                      |       |                                    |                                  |
| 2004              | 2004                 | 22    | Szczuroludzie                      | The Sewer Thing                  |
|                   |                      |       |                                    |                                  |
| 2004              | 2004                 | 23    | Czają się pod ziemią               | They Lurk Beneath                |
|                   |                      |       |                                    |                                  |
| 2004              | 2004                 | 24    | Krzyk z głębi lasu                 | Screams from the Forest          |
|                   |                      |       |                                    |                                  |
| 2004              | 2004                 | 25    | Opary Amazonii                     | The Amazon Vapour                |
|                   |                      |       |                                    |                                  |
| 2004              | 2004                 | 26    | Przebudzenie                       | The Awakening                    |
|                   |                      |       |                                    |                                  |
| SERIA DRUGA       |                      |       |                                    |                                  |
|                   |                      |       |                                    |                                  |
| 2004              | 2004                 | 27–28 | Przybysze z kosmosu                | They Came from Outer Space       |
|                   |                      |       |                                    |                                  |
| 2004              | 2004                 | 29    | Atak szlamowych ludzi              | Attack of the Slime People       |
|                   |                      |       |                                    |                                  |
| 2004              | 2004                 | 30    | Powrót wampira                     | The Vampire Returns              |
|                   |                      |       |                                    |                                  |
| 2004              | 2004                 | 31    | Krypta Dżina                       | Crypt of the Djini               |
|                   |                      |       |                                    |                                  |
| 2004              | 2004                 | 32    | Bój się voodoo                     | You Do Voodoo                    |
|                   |                      |       |                                    |                                  |
| 2004              | 2004                 | 33    | Wyspa Zombie                       | Zombie Island                    |
|                   |                      |       |                                    |                                  |
| 2004              | 2004                 | 34    | Zaginione miasto                   | The Lost Tribe                   |
|                   |                      |       |                                    |                                  |
| 2004              | 2004                 | 35    | Złodziej ciał                      | The Body-Swapper                 |
|                   |                      |       |                                    |                                  |
| 2004              | 2004                 | 36    | Atak fikcyjnych potworów           | Monster Movie Mayhem             |
|                   |                      |       |                                    |                                  |
| 2004              | 2004                 | 37    | Trzecie oko                        | The Third Eye                    |
|                   |                      |       |                                    |                                  |
| 2004              | 2004                 | 38    | Tajemnicze zarazki                 | Germs from Beyond                |
|                   |                      |       |                                    |                                  |
| 2004              | 2004                 | 39–40 | Przejście do zaświatów             | They Came from the Gateway       |
|                   |                      |       |                                    |                                  |
| SERIA TRZECIA     |                      |       |                                    |                                  |
|                   |                      |       |                                    |                                  |
| 2006              | 2009                 | 41    | Klątwa zwierciadła                 | Curse of the Looking Glass       |
|                   |                      |       |                                    |                                  |
| 2006              | 2009                 | 42    | Tajemnica Miasta Nastolatków       | Mystery of the Teentown          |
|                   |                      |       |                                    |                                  |
| 2006              | 2009                 | 43    | Atak złośliwej współlokatorki      | Attack of the Evil Roommate      |
|                   |                      |       |                                    |                                  |
| 2006              | 2009                 | 44    | Sieć pajęczego stwora              | Web of the Spider Creature       |
|                   |                      |       |                                    |                                  |
| 2006              | 2009                 | 45    | Zemsta ogrodowych krasnali         | Attack of the Lawn Gnomes        |
|                   |                      |       |                                    |                                  |
| 2006              | 2009                 | 46    | Tworzenie morskich mutantów        | Rise of the Sea Mutants          |
|                   |                      |       |                                    |                                  |
| 2006              | 2009                 | 47    | Włochaty i straszliwy              | Hairier and Scarier              |
|                   |                      |       |                                    |                                  |
| 2006              | 2009                 | 48    | Gniew robala z Torrington          | Wrath of the Torrington Worm     |
|                   |                      |       |                                    |                                  |
| 2006              | 2009                 | 49    | Powrót czarownika                  | The Warlock Returns              |
|                   |                      |       |                                    |                                  |
| 2006              | 2009                 | 50    | Powrót wyimaginowanego przyjaciela | Return of the Imaginary Friend   |
|                   |                      |       |                                    |                                  |
| 2006              | 2009                 | 51    | Noc stracha na wróble              | Night of the Scarecrow           |
|                   |                      |       |                                    |                                  |
| 2006              | 2009                 | 52    | Dom upiorów                        | The House of Zombies             |
|                   |                      |       |                                    |                                  |
| 2006              | 2009                 | 53    | Powstanie tajnego bractwa          | Rise of the Secret Society       |
|                   |                      |       |                                    |                                  |
| 2006              | 2009                 | 54–55 | Dzień cieni                        | Day of the Shadows               |
|                   |                      |       |                                    |                                  |
| 2006              | 2009                 | 56    | Powrót Dżina                       | Return of the Djini              |
|                   |                      |       |                                    |                                  |
| 2006              | 2009                 | 57    | Historia zaklętych liter           | Tale of the Enchanted Keys       |
|                   |                      |       |                                    |                                  |
| 2006              | 2009                 | 58    | Wszystko, czego chcę na gwiazdkę   | All I Want for X-Mas             |
|                   |                      |       |                                    |                                  |
| 2006              | 2009                 | 59    | Pełzająca miłość                   | Lovespell from the Underworld    |
|                   |                      |       |                                    |                                  |
| 2006              | 2009                 | 60    | Powrót do Krainy Grozy             | Journey to Terrorland            |
|                   |                      |       |                                    |                                  |
| 2006              | 2009                 | 61    | Przekleństwo Diabelskiej Serenady  | Curse of the Six-String Serenade |
|                   |                      |       |                                    |                                  |
| 2006              | 2009                 | 62    | Gniew Wenus Muchołapki             | Wrath of the Venus Flytrap       |
|                   |                      |       |                                    |                                  |
| 2006              | 2009                 | 63    | Przeklęci piraci                   | Pirates of Doom                  |
|                   |                      |       |                                    |                                  |
| 2006              | 2009                 | 64    | Gniew Krasnoludka                  | Rage of the Leprechaun           |
|                   |                      |       |                                    |                                  |
| 2006              | 2009                 | 65–66 | To żyje!                           | It’s Alive                       |
|                   |                      |       |                                    |                                  |

## Nadawanie
Martin Mystery wyemitowany w Kanadzie na YTV, w Discovery Kids w języku angielskim oraz w języku francuskim Vrak od 2003 do finału serii w 2006 roku. W Stanach Zjednoczonych pokaz był pierwotnie pokazany na FoxBox w 2003 roku. Później Nickelodeon pokazał Martina Mystery Od maja do sierpnia 2005 r. Kanał Nickelodeona, Nicktoons Network, rozpoczął transmisje od 4 lipca 2005 r. Do 27 kwietnia 2008 r. M6 we Francji, Rai 2 we Włoszech, Jetix, SVT1 i SVT Barnkanalen w Szwecji, Jetix i NRK Super w Norwegii, Jetix i Yle TV2 w Finlandii Jetix W Europie (z wyłączeniem Włoch i Polski), ZigZap w Polsce.

## Nadawcy na świecie
- Rai Due, Rai Uno, RaiSat Ragazzi, RaiSat Smash i Rai Gulp
- Jetix